# استیون هانتر (بازیگر)
استیون هانتر (به انگلیسی: Stephen Hunter؛ زادهٔ ۲۸ اکتبر ۱۹۶۸) بازیگر نیوزیلندی است.

## فیلم‌شناسی

### سینما
| سال تولید | نام فیلم                | کارگردان       |
| ۲۰۱۰      | افشاگر                  | لاریسا کندراکی |
| ۲۰۱۲      | هابیت: یک سفر غیرمنتظره | پیتر جکسون     |
| ۲۰۱۳      | هابیت: برهوت اسماگ      | پیتر جکسون     |
| ۲۰۱۴      | هابیت: نبرد پنج سپاه    | پیتر جکسون     |
| ۲۰۲۰      | فرار از پرتوریا         | فرانسیس انان   |
| ۲۰۲۰      | کودکان ذرت              | کرت ویمر       |
| ۲۰۲۲      | ثور: عشق و تندر         | تایکا وایتیتی  |
| --------- | ----------------------- | -------------- |

### تلویزیون
| سال تولید | نام         |
| ۲۰۰۸      | همه قدیسین  |
| ۲۰۱۵      | خانه و دوری |
| ۲۰۱۷      | بازماندگان  |
| ۲۰۱۸      | تحت تعقیب   |
| --------- | ----------- |